# Зозуля саванова
Зозуля саванова (Cuculus gularis) — вид птахів з родини зозулевих (Cuculidae). Поширений в Африці.

## Поширення
Цей птах живе по всій Африці південніше Сахари від Мавританії та Судану до Південної Африки. Типовим середовищем проживання є савани з розрізненими акаціями і відкриті ліси. Уникає густих лісів і посушливих регіонів. 

## Опис
Тіло завдовжки до 32 см. Це довгохвоста зозуля з середньою довжиною хвоста 15,5 см. Дзьоб має середню довжину 2,3 см. Маса тіла становить від 95 до 113 г. Верхня частина тіла самця від шиферно-сірого до темно-попелясто-сірого. Крила з нижньої сторони мають білу смугу. Горло і грудка блідо-сірі. Решта нижньої сторони тіла біла з чорно-сірими смужками. Кермові пір'я темно-сірі з чорними горизонтальними смугами і мають білий кінчик. У самиці на грудях трохи менше сірого кольору і лише нечітка смужка. У деяких особин грудка має червонувато-коричневий колір.

## Спосіб життя
Харчується волохатими гусеницями, жуками і літаючими термітами. Знаходить їжу як на верхівках дерев, так і на землі. Саванова зозуля є моногамним птахом і захищає територію в період розмноження. Розмір території становить до 60 га на пару. Період розмноження часто збігається з сезоном дощів. Однак на північному сході свого ареалу також розмножується в сухий сезон. Гніздовий паразит, що підкидає свої яйця у гнізда інших видів птахів. До птахів-господарів належать гонолек південний, бокмакірі, сорокопуд еполетовий, дронго вилохвостий, бюльбюль темноголовий, золотокіс садовий, альзакола білоброва, альзакола пустельна, горобець блідий, сорокопуд жовтодзьобий, горобець сіроголовий і мерл рудочеревий. У зозулі існують жіночі лінії, які спеціалізуються на окремих видах птахів-господарів. Ці лінії здатні значною мірою повторювати забарвлення яєць птаха-господаря. Ця мімікрія яєць не дозволяє птахам-господарям виявити яйце зозулі в його кладці, аби покинути кладку чи викинути яйце. Як правило, пташенята саванової зозулі вилуплюються раніше, ніж пташенята батьків-господарів. Потім зозуленята викидають яйця та інших пташенят з гнізда.